# 村田充
村田充（日语：／ Murata Mitsu，1977年8月18日—）是一名日本男演员，隸屬於Orions Belt事務所。

## 生平
2000年进入演艺圈出演《二千年之恋》，2005年出演《幪面超人響鬼》，2017年4月26日和演员神田沙也加宣布结婚。同年10月2日停止活动。2019年12月4日宣布两人离婚。2020年重新开始活动。

## 家庭
前妻是演员神田沙也加。